# Donna Flor e i suoi due mariti
Donna Flor e i suoi due mariti (Dona Flor e seus dois maridos) è un film brasiliano del 1976, diretto da Bruno Barreto e basato sull'omonimo romanzo di Jorge Amado. Nel corso degli anni è diventata l'opera cinematografica di maggior successo e di maggior incasso nella storia del cinema brasiliano, almeno sino al 2010, anno in cui è stata superata da un'altra pellicola locale, Tropa de Elite 2 - Il nemico è un altro.

## Trama
Dona Florípedes (detta Flor) Guimarães è una tranquilla bahiana borghese, benestante, insegnante d'arte culinaria. Ciò che forse sembra stonare è il marito, Valdomiro Santos, detto Vadinho, che ha davvero un sacco di difetti: sperpera il denaro della donna nel gioco d'azzardo, la lascia sola anche per alcuni giorni, tornando a casa ubriaco, senza quattrini e a volte pure senza vestiti, frequenta tutte le case di piacere di Bahia e ci prova persino con le allieve della scuola di cucina. Malgrado tutto Flor ama Vadinho per la sensualità che sa risvegliare in lei.
Quando Vadinho muore improvvisamente nel corso del carnevale di Bahia, Flor trascorre un doveroso periodo di sincero lutto; poi, bisognosa di un uomo, sposa il farmacista Teodoro Madureira, una persona valente e perbene ma che non si dimostra capace di soddisfarla sessualmente. Il desiderio della donna, che ricorda nostalgicamente i focosi amplessi con il "suo" Vadinho, è talmente intenso da far ritornare il defunto come fantasma, ma con una consistenza corporea che solo lei avverte; egli appare ad ogni ora del giorno o della notte completamente nudo, invisibile a tutti fuor che all'appassionata Flor. Dopo essere ricorsa a un rito candomblé per liberarsi di quella presenza sempre più imbarazzante, Flor, vinta dalla passione, lo interrompe e trova il modo di convivere, senza sensi di colpa, con i due mariti.

## Le location
Il film è girato quasi completamente nel centro storico di Salvador de Bahia, in particolare nei quartieri Nazaré, in largo da Palma, e nel noto Pelourinho. La chiesa del finale, dalla quale esce Dona Flor a braccetto con il marito attuale e col marito-fantasma Vadinho, è precisamente la Igreja de Nossa Senhora do Rosário dos Pretos, situata nel largo do Pelourinho, che conduce verso laidera do Carmo, porta d'ingresso al quartiere Santo Antonio.

## Colonna sonora
Leitmotiv del film è la canzone O que será di Chico Buarque appositamente scritta per la colonna sonora del film, ma eseguita non da Buarque, bensì dalla cantante bahiana Simone Bittencourt de Oliveira.

## L'edizione italiana
Dopo essere stata presentata al Festival Cinematografico di Taormina del 1977, in Italia la pellicola è stata distribuita regolarmente solo alla fine di febbraio del 1978. Doppiaggio a cura della Cine Video Doppiatori con la direzione di doppiaggio di Oreste Lionello. Quanto al mercato home-video italiano, ricordiamo alcune edizioni in VHS (Columbia, Fonit Cetra); il film è infine uscito, nel 2010, in una scadente edizione in DVD per l'etichetta StormVideo/Mondo Home Entertainment.